# Tanystropheidae
Tanystropheidae é uma família extinta de répteis principalmente de arquosauromorfos marinhos que viveram durante o período triássico. Eles são caracterizados por seus pescoços longos e rígidos, formados por vértebras cervicais alongadas com costelas cervicais muito longas. Alguns tanystropheidae, como tanystropheus, tinham pescoços de vários metros de comprimento, mais longos que o resto de seus corpos. Os tanystropheus são conhecidos na Europa, Ásia (Rússia, China e Arábia Saudita), América do Norte e provavelmente América do Sul (Brasil).

## Lista de gêneros
- †Amotosaurus
- †Augustaburiania
- †Cosesaurus
- †Dinocephalosaurus
- †Exilisuchus?
- †Fuyuansaurus
- †Gwyneddosaurus
- †Langobardisaurus
- †Macrocnemus
- †Ozimek?[6]
- †Pectodens
- †Protanystropheus
- †Raibliania
- †Sclerostropheus
- †Sharovipteryx
- †Tanystropheus
- †Tanytrachelos